# Malý Šariš
Malý Šariš (deutsch Kleinscharosch, ungarisch Kissáros) ist ein Ort und eine Gemeinde in der Ostslowakei, mit 1903 Einwohnern (Stand 31. Dezember 2024). Sie liegt im Okres Prešov, einer Verwaltungseinheit innerhalb des Prešovský kraj.

## Geographie

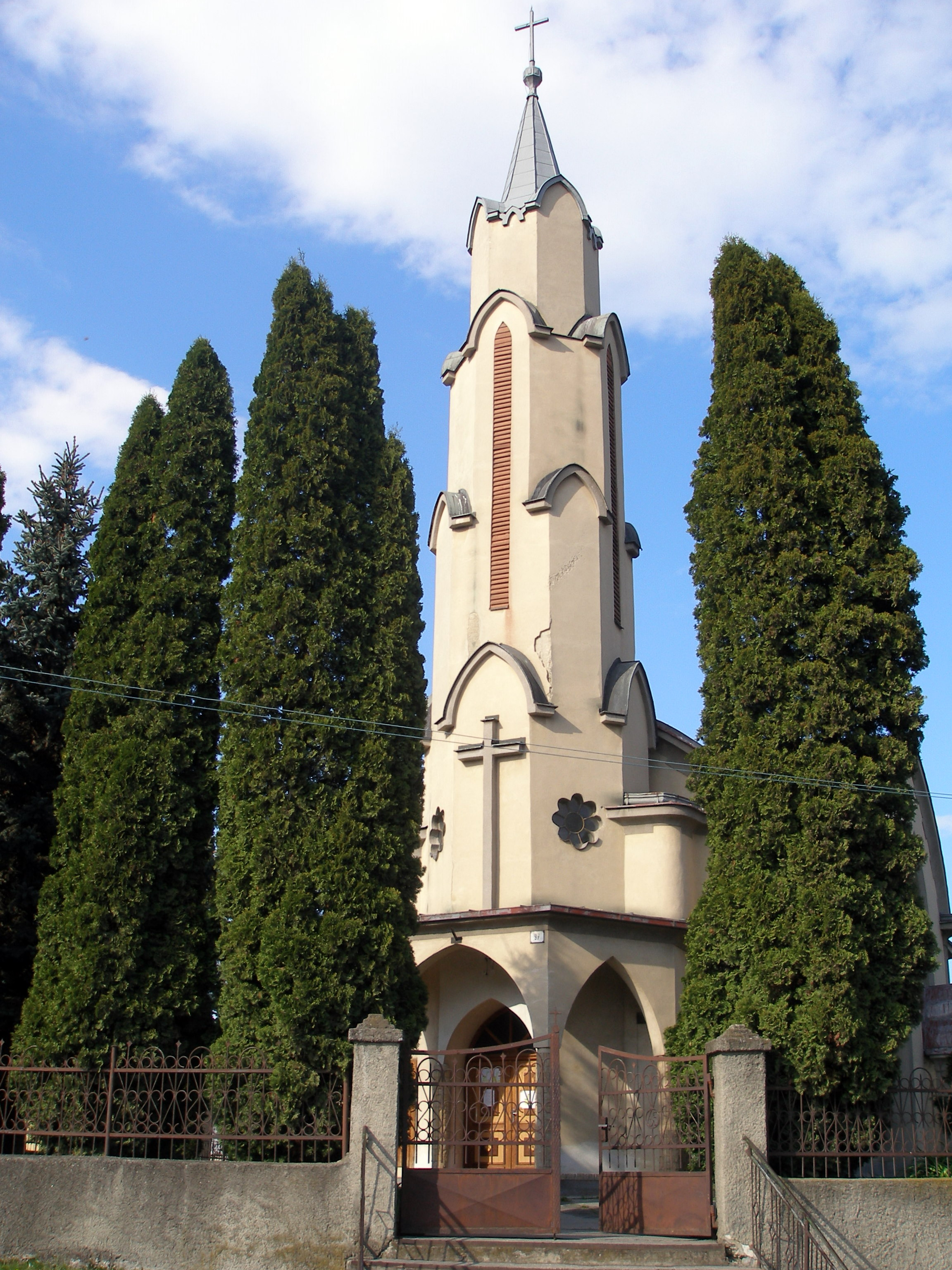
Kirche im Ort

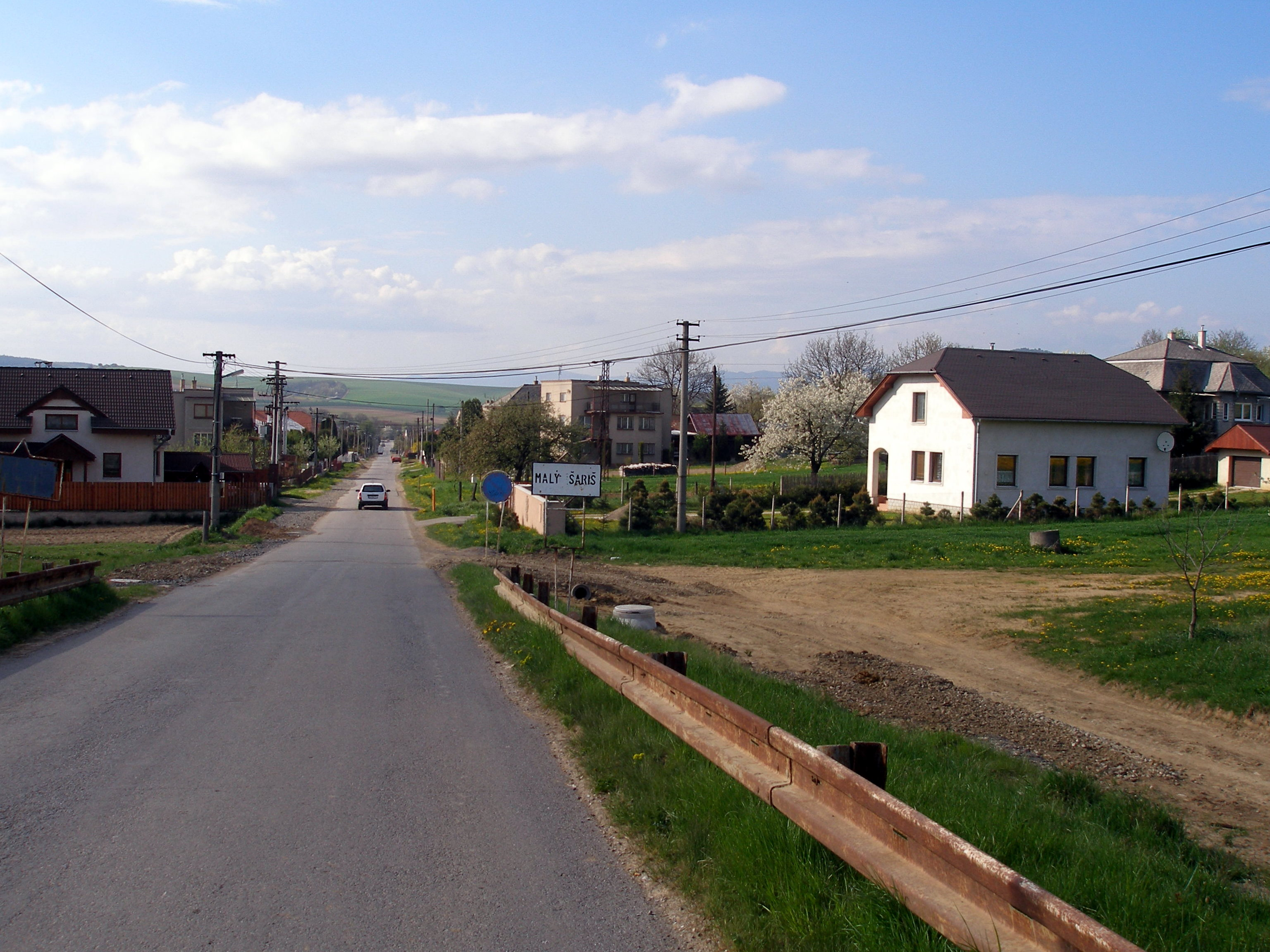
Hauptstraße durch den Ort

Malý Šariš liegt im Bergland Šarišská vrchovina am Bach Šarišský potok, einem rechten Zufluss der Torysa, und liegt vier Kilometer südlich von Veľký Šariš sowie fünf Kilometer westlich von Prešov. Das Ortszentrum liegt auf einer Höhe von 300 m n.m.

## Geschichte
Der Ort wurde zum ersten Mal 1248 schriftlich erwähnt und gehörte zum Herrschaftsgut der Burg Šariš. 1828 verzeichnete man 68 Häuser und 521 Einwohner.

## Bevölkerung
| Jahr                | 1994 | 2004    | 2014     | 2024     |
| ------------------- | ---- | ------- | -------- | -------- |
| Anzahl der Personen | 1297 | 1363    | 1593     | 1903     |
| Unterschied         |      | +5,08 % | +16,87 % | +19,46 % |

| Jahr                | 2023 | 2024    |
| ------------------- | ---- | ------- |
| Anzahl der Personen | 1883 | 1903    |
| Unterschied         |      | +1,06 % |

## Sehenswürdigkeiten
- römisch-katholische Kirche aus dem Jahr 1948